# قاتل الشياطين
قاتل الشياطين (باليابانية: 鬼滅の刃، بالروماجي: Kimetsu no Yaiba، حرفيًّا نصل تدمير الشياطين) هي سلسلة مانغا منتهية من تأليف كويوهارو غوتوغي، نشرت من قبل شوئيشا في مجلة شونن جمب الأسبوعية من 15 فبراير عام 2016 لغاية 18 مايو 2020. اقتبست المانغا إلى مسلسل أنمي تلفزيوني، من قبل استوديو يوفوتيبل، عرض منذ 6 أبريل 2019.

## القصة
تتبع القصة تانجيرو كامادو، ولد طيب القلب وذكي يعيش مع أسرته، ويجني المال من خلال بيع الفحم. كل شيء يتغير عندما تتعرض أسرته للقتل من قبل شيطان. وأخته نيزيكو كامدو هي الناجية الوحيدة من الحادث ولكن تحولت إلى شيطانة. أصبح تانجيرو قاتل شياطين لمساعدة أخته، والانتقام لمقتل عائلته.

## الشخصيات

### الشخصيات الرئيسية
تانجيرو كامادو (باليابانية: 竈門 炭治郎، بالروماجي: Kamado Tanjirō)
أداء صوتي: ناتسوكي هاناي، ساتومي ساتو (أيام الطفولة)
هو بطل القصة والأخ الأكبر، ماتت عائلته على يد موزان كيبوتسوجي، وكانت أخته نيزوكو الناجية الوحيدة لكنها تحولت إلى شيطانة وهذا ما جعل تانجيرو ينضم لفيلق قتلة الشياطين بعد تدريبه من طرف أوروكوداكي ساكونجي هاشيرا الماء السابق. وهو حامل لتنفس الشمس وهو التنفس الرئيسي للتنفسات الأخرى.صفاته الجسدية والأخلاقية، لديه وحمة على جبينه اليمين، شعره أحمر مائل إلى القرمزي ينطبق الأمر على لون عينيه. يرتدي أقراط هانافودا التي ترثها عائلته للابن البكر. طيب القلب ويحب مساعدة الآخرين. ولديه حاسة شمّ تتعدى حاسة الإنسان العادية.
نيزوكو كامادو (باليابانية: 竈門 禰豆子، بالروماجي: Kamado Nezuko)
أداء صوتي: أكاري كيتو
أخت البطل تانجيرو التي تحولت إلى شيطانة على يد موزان وهي الوحيدة التي نجت خلاف عائلتها. صفاتها الجسدية والأخلاقية، تملك شعرا أسودا ينتهي بالبرتقالي ترتدي كمامة من الخيزران لون عينيها ورديان. لطيفة وتتحلى بالمسؤولية.
زينيتسو أغاتسوما (باليابانية: 我妻 善逸، بالروماجي: Agatsuma Zenitsu)
أداء صوتي: هيرو شيمونو
هو صديق تانجيرو الأول إلتقى به عندما كان في طريقه إلى مهمة، يحب نيزكو ومنحرف يريد أن يتزوج من أي فتاة يراها. صفاته الجسدية والأخلاقية، شعره أصفر، عيناه صفروتان مع البني ضعيف طيب القلب لكنه منحرف جبان لكن عندما ينام يصبح شخصا آخر. ولديه حاسة سمع قوية.
إينوسكي هاشيبيرا (باليابانية: 嘴平 伊之助، بالروماجي: Hashibira Inosuke)
أداء صوتي: يوشيتسوغو ماتسوؤكا
صديق تانجيرو الثاني يعيش في جبل يحب قتل الشياطين ويريد أن يكون الأقوى التقى بتانجيرو في بيت شيطان (مهمة) ينسى كثيرًا إلاّ الأشخاص الأقوى منه. صفاته الجسدية والأخلاقية، يرتدي قناع خنزير ليخفي وجهه الذي يشبه الفتيات لديه شعر أزرق غامق ينتهي بأزرق فاتح وعيون خضراء لا يتمتع بأي أخلاق، لديه صوت مزعج، ويحب الأكل وكان يحب مضايقة تانجيرو في البداية. لديه إحساس قوي.

### الشخصيات الثانوية
كاغايا أوبوياشيكي (باليابانية: 産屋敷 耀哉، بالروماجي: Ubuyashiki Kagaya)
أداء صوتي: توشيوكي موريكاوا
الملقب بـأوياكاتا ساما وهو رئيس فيلق قتلة الشياطين قام بقبول الإخوة كامادو كجزء من الفيلق.
غيو توميوكا (باليابانية: 冨岡 義勇، بالروماجي: Tomioka Giyū)
أداء صوتي: تاكاهيرو ساكوراي
هاشيرا الماء الحالي قام بمساعدة نيزوكو وتانجيرو وذلك بإرسالهما إلى معلمه أوروكوداكي الذي اعتنى بهما. يعرف بأنه شخص قليل الكلام وانطوائي يظن بأنه لا يستحق منصب الهاشيرا وأنه ملك لصديقه سابيتو الراحل لأنه كان قويا وضَحَّى بحياته من أجل حمايته.
يوريتشي تسوغيكوني (باليابانية: 継国 縁壱، بالروماجي: Tsugikuni Yoriichi)
أداء صوتي: كازوهيكو إينوي
يوريتشي تسوجيكوني هو إحدى شخصيات ثانوية في مانغا قاتل الشيطان ظهر لأول مرة في الفصل رقم تسعة وتسعون من مانغا ويبلغ يوريتشي من عمره ما يقارب أربعة وعشرون عاماً وهو من أحد الأعضاء فيلق قاتلة شياطين ويملك يوريتشي تنفس الشمس ولديه أيضاً عائلة مكونة من زوجة وطفل.
شينوبو كوتشو (باليابانية: 胡蝶 しのぶ، بالروماجي: Kochō Shinobu)
أداء صوتي: ساوري هايامي
هاشيرا الحشرة وطبيبة صيدلانية مختصة في صنع السموم التي تستعملها في قتل الشياطين لأنها لا تستطيع قطع رقبتها قامت بمساعدة الأصدقاء الثلاثة تانجيرو وزينيتسو وإينوسكي تعتبر اينوسكي كأخيها الأصغر. الجميع يعتبرها كأم لهم هوايتها المفضلة ازعاج الأخرين وبالأخص زميلها توميوكا غيو تبتسم دائمًا لإخفاء غضبها وحزنها بسسب وفاة اختها الكبيرة كاناي كوتشو وأكثر شخصية كارهة للشياطين وتستمتع بتعذيبها لطيفة وسامة وقاسية في نفس الوقت لذلك تمتلك الكثير من المعجبين على غيرها وذلك لأن شخصيتها قوية.
كيوجورو رينغوكو (باليابانية: 煉獄 杏寿郎، بالروماجي: Kyojuro Rengoku)
أداء صوتي: ساتوشي هينو، ماريا إيسي (أيام الطفولة)
هو ابن عائلة الرينغوكو الابن الأكبر، عاش في أسرة بسيطة مع أبيه وامه واخيه الأصغر، والده واخوه الاصغر سيافين ومستخدمين للأنفاس وقد ورث هذا عنهم، انضم للفيلق ليصبح هاشيرا حتى يفخر والده به وينفذ وصية والدته، أول ظهور له كان بالفصل أربعة وأربعين وفي الأنمي الحلقة الواحدة والعشرين يبلغ من العمر حوالي عشرين إلى واحد وعشرين سنة وهو من الشخصيات الثانوية ومن نخبة قاتلي الشياطين (عامود النار) حلمه هو ان يفخر ويعترف والده به كما أنه يحب الأكل.
مويتشيرو توكيتو (باليابانية: 時透 無一郎، بالروماجي: Tokitō Muichirō)
أداء صوتي: كينغو كاوانيشي
بلغ من العمر أربعة عشر عام وهو أصغر الهاشيرا (عمود الضباب) وأصغر سياف في الفيلق عاش ماضي مع أسرته التي كانت فقيرة وتبيع الحطب من أجل العيش ولديه أخ توأم ميت، تربى على يد اويكاتا-ساما بعد ان ماتت عائلته كلها ومسكنه الحالي في الفيلق، يعتبر من أول ظهور له كان بالفصل أربع وأربعين وفي الأنمي الحلقة الواحدة والعشرين شخصية ثانوية حلمه هو قتل كيبوتسوجي موزن، ويحب اويكاتا-ساما وتانجيرو كثيراً.
تينغن أوزوي (باليابانية: 宇髄 天元، بالروماجي: Uzui Tengen)
أداء صوتي: كاتسويوكي كونيشي
تينغن اوزوي، وهو رجل يحب البهرجة، يبلغ من العمر ثلاثة وعشرون سنة، وهو أحد أعضاء الهاشيرا، والذي، وكان أول ظهور لهَُ في الحلقة الثانية والعشرين من الأنمي وينتمي إلى فيلق قتلة الشياطين، ويمتلك عديد من القدرات الخارقة ويتقن تنفس الصوت ولديه فن في استعمال السيف، هو شينوبي ولديه ثلاث زوجات: ماكيو، سوما وهيناتسورو.
سانيمي شينازوغاوا (باليابانية: 不死川 実弥، بالروماجي: Shinazugawa Sanemi)
أداء صوتي: توموكازو سيكي
هو أحد الشخصيات الثانوية بالقصة وهو قاتل شياطين أول ظهور له في الأنمي الحلقة الثانية والعشرين وفي المانغا الفصل 45، يبلغ من العمر الواحد والعشرين عامًا يعيش في مقر قاتل الشياطين يحلم بقتل جميع الشياطين وهو الأخ الأكبر لجينيا وهو أحد الهاشيرا وأيضًا عمود الرياح يحب الكلاب ويملك قوة بدنية جدًا عالية يبلغ طوله 180 سم وهو مستخدم جيد لنفس الرياح.
ميتسوري كانروجي (باليابانية: 甘露寺 蜜璃، بالروماجي: Kanroji Mitsuri)
أداء صوتي: كانا هانازاوا
ميتسوري كانروجي، وهي فتاة بالغة، تبلغ من العمر 19 سنة، وهو أحد الشخصيات الثانوية بالقصة، والذي، وكان أول ظهور لهُ في الحلقة الواحدة والعشرون، تنتمي إلى فيلق قتلة الشياطين والذي تعد أحد أعضاء الهاشيرا، وتمتلك قدرة على استعمال السيف ولديها قدرة تنفس الحب وتتقن 5 أنماط.
إيغورو اوباناي (باليابانية: 伊黑 小芭内، بالروماجي: Iguro Obanai)
أداء صوتي: كينيتشي سوزومورا
هو أحد أعضاء «الهاشيرا» وعرف بـ«هاشيرا الأفعى» وهو شاب يبلغ من العمر 21 سنة وكان يعتبر من الشخصيات الجانبية من الأنمي فقد كان من النادر ظهوره، أمّا قدرته فكان قويًا بتنفس الأفعى التي تعطي له قابلية على الانزلاق مثل الأفعى، يمتاز ايغورو ببشرته البيضاء وشعره الأسود وعيناه التي تكون بألوان غير متماثلة فإحداهما خضراء والأخرى صفراء ويرتدي الزي الرسمي لفيلق قتلة الشياطين، أمّا شخصيّته فهو قاسٍ وصارم وغريب الأطوار وانعزالي لا يثق بالأشخاص خصيصًا إذا كانوا غرباء أو لا يلتزمون بقوانين الفيلق ويحب كانروجي ميتسوري.
هيميجيما غيومي (باليابانية: 悲鳴嶼 行冥، بالروماجي: Himejima Gyōmei)
أداء صوتي: توموكازو سوغيتا
هيميجيما غيومي أحد الشخصيات الرئيسية والمهمة بالأنمي والتي تمتلك دور مهم داخلها فقد كان ظهوره الأول بالحلقة الواحد والعشرون ويبلغ من العمر 27 سنة ويعيش في إحدى البيوت لوحده ويعتبر من الهاشيرا الأقوى كما أنه يمتلك عدة هوايات فهو يهوى التدريب ويحب تعليم تلاميذه بطريقة مميزة عن غيره أما أهدافه فتتمثل حول قتل الشياطين وتحقيق السلام ويمتلك عدة علاقات جيدة وأفضلهم كانت بتانجيرو وهو الذي انقذ شينوبو وكاناي من الشياطين التي قتلت عائلتها.
كاناو تسويوري (باليابانية: 栗花落 カナヲ، بالروماجي: Tsuyuri Kanao/)
أداء صوتي: رينا أويدا
هي شخصية ثانوية في الأنمي والتي لا تظهرُ كثيراً، كان أولُ ظهورٌ لها في الحلقة 4، هي تنتمي لفريق قتل الشياطين، لديها مهاراتٍ جداً عالية، وُلدت في 19 مايو، هي فتاةٌ جميلة تشبهُ شينوبو شبه كبير كما أنها التسوجوكو الخاص بها، تحب تانجيرو كامادو وهي سريعةٌ للغاية وماهرةٌ في القتال تستعمل عملة لاتخاذ القرارات، كانت عائلتها تعذبها لما كانت صغيرة ثم باعتها لتأتي كاناي وشينوبو وتتبنيانها وتعيش كفراشة منهن.
تامايو (باليابانية: 珠世، بالروماجي: Tamayo)
أداء صوتي: مايا ساكاموتو
تامايو شخصية فرعية في قاتل الشياطين، تم تحويلها من قبل موزان إلى شيطان. تستطيع تامايو ان تعيش بدون دماء مثل أخت تانجيرو تستطيع استخدام سحر الشفاء تمتلك مظهر جميل الذي يعكس شخصيتها الرائعة، كما أنها شخصية هادئة، وهي شخصية لطيفة وطيّبة جداً، وتراعي تامايو دائماً شعور غيرها.
يوشيرو (باليابانية: 愈史郎، بالروماجي: Yushirō)
أداء صوتي: دايكي ياماشيتا
شخصيةٌ ثانوية لكنها مهمةٌ في الأنمي فهو يملك دوراً مهماً رِفقةَ تامايو، يوشيرو يرافق طبيبة شياطينة تُدعى تامايو تساعد البشر وتنفذهم وإن تأزم الوضع تحولهم لشياطين لكن بشرط موافقتهم.. عهدَ يوشيرو نَفْسَهُ بأن يبقى مع تامايو والا يتركها لأنها أنقذته حينما كان يوشك على الموت يملكُ قدرة إخفاء مذهلة فهو يستطيع إخفاء نفسه أو إخفاء أي شيء كذلك الروائح والاثار فـ تلك التقنية تساعده على الاختباء من الشيطان «موزان» لَكِن لا يستطيع إخفاء أي بشريٍ كان كَمَا أنه مستغلٌ بارع ويبدو أنه قاسي من الوهلة الأولى إلا أنه لطيف.

### الشياطين
كيبوتسوجي موزان (باليابانية: 鬼舞辻 無惨، بالروماجي: Kibutsuji Muzan)
أداء صوتي: توشيهيكو سيكي
كيبوتسوجي موزان يبلغ من العمر أكثر من ألف سنة وهو أقوى شيطان ظهر في الأنمي يمتلك قوة مرعبة جدًا ولا تقارن بأي شخصية ظهرت في الأنمي لحد الآن، يتخفى كيبوتسوجي بين البشر ولا يظهر هويته أو كونه شيطان أمام عامية البشر يملك مظهر مثل البشر.
كوكوشيبو (باليابانية: 黒死牟، بالروماجي: Kokushibō)
أداء صوتي: كازوهيكو إينوي
كوكوشيبو هو إحدى شخصيات الجانبية في قاتل الشيطان، كان أولُ ظهورٌ له في الفصل الثمانية والتسعون من المانغا ويبلغ كوكوشيبو من عمره ما يقارب أربع وثمانون مئة عاماً واسم كوكوشيبو الحقيقي هو ميتشيكاتسو تسوغيكوني وأيضاً هو من أحد الأقمار الشيطان أثنا عشر فهو القمر الأول ويملك كوكوشيبو تنفس القمر.
دوما (باليابانية: 童磨، بالروماجي: Dōma)
أداء صوتي: مامورو ميانو
دوما هو من الشخصيات الثانوية في مانغا قاتل الشياطين، وأول ظهور له هو الفصل 98، وهو من أقوى الشياطين، وهو القمر الثاني، ويعتبر أحد اتباع موزان الأوفياء، وهو من قتلَ اخت شينوبو، وهو له العديد من تقنيات الدم وهو يستعمل الثلج في معاركه، ويمتلك سلاح يشبه المروحية.
أكازا (باليابانية: 猗窩座، بالروماجي: Akaza)
أداء صوتي: أكيرا إيشيدا
أكازا أحد الشخصيات الثانوية، عاش أكثر من 100 سنة وهي شخصيه ذكية وعصبية سريع الغضب وعطوف وهو شيطان وأول ظهور له في المانغا في فصل 36 فصل القطار كان يريد من رنغوكو بأن يصبح شيطان لكنه لم يقبل. هدف اكازا هو بأن يصبح أقوى شياطين الأقمار العليا لا يحب دوما ويريد بأن يصبح أقوى منه فهو ينزعج من تصرفاته الغير مهذب مع موزان.
هانتينغو (باليابانية: 半天狗، بالروماجي: Hantengu)
أداء صوتي: توشيو فوروكاوا (الأصلي) يويتشيرو أوميهارا (سيكيدو)، كايتو إيشيكاوا (كاراكو)، شونسكي تاكيوتشي (أوروغي)، سوما سايتو (أيزيتسو)، كويتشي ياماديرا (زوهاكوتين)
يظهر هانتنغو قوته الحقيقية عند تقسيم نفسه إلى تجسيدات متعددة، لكل منها مظاهر وشخصيات وقدرات مختلفة. لقد قُتل على يد تانجيرو ولكنه يعيش طويلًا بما يكفي لإبلاغ موزان عن مقاومة نيزوكو الجديدة لأشعة الشمس، مما يبعث الفرحة لسيده.
غيوكو (باليابانية: 玉壼، بالروماجي: Gyokko)
أداء صوتي: كوسكي توريومي
غيوكو هو الآخر أحد الشخصيات الجانبية التي لم يكن لها دور قوي في الأحداث كان ظهوره الأول في الفصل الثامن والتسعين ويبلغ من العمر مئة وثلاثة عشر ويعيش داخل مزهرية وهو الآخر أحد الأقمار العليا ويستطيع الحصول على خصائص بعض الحيوانات ولا يمتلك أي أصدقاء غير القمر السادس وهو أيضًا مهووس بالقوة ويكره كل من يلمس مزهريته.
داكي (باليابانية: 堕姫، بالروماجي: Daki)
أداء صوتي: ميوكي ساواشيرو
غيوتارو (باليابانية: 妓夫太郎، بالروماجي: Gyūtarō)
أداء صوتي: ريوتا أوساكا
تعتبر داكي شخصية ثانوية في مانغا قاتل الشياطين ودورها مهم في القصة وهي عضوة من الأقمار الإثني عشر وشيطانة، كانت في السابق إنسانة ولديها أخ يدعى غيوتارو وظهورها الأول في الفصل ثلاثة وسبعين ويبلغ عمرها جسدياً ثلاث عشر عاماً ولكن في الحقيقة عمرها تقريباً أكثر من المئة عام وهي يتيمة الأبوين. وغيوتارو أحد الشخصيات الثانوية بالأنمي والمانغا ويظهر بالأنمي في الموسم الثاني وكان ظهوره بالمانغا كان عند الفصل رقم ستة وخمسون وهو من أحد الشخصيات الرئيسية بهذه الفصول غيوتارو يبلغ من العمر ما يتجاوز المئة السنة لأنه شيطان لم يقتل من قبل، جيوتارو هو أحد شياطيين الأقمار وبالتحديد القمر العلوي السادس وهو الأخ الأكبر لداكي ومن يحميها ويساندها عادةً، غيوتارو كان يعيش في تلك القرية نفسها ولكن على عكس داكي فقد كان منفياً من السكان بسبب مظهره البشع وفي يوم قررت القرية التخلص منه وقاموا بقتله.
يوريتشي تسوجيكوني (باليابانية: 継国 縁壱، بالروماجي: Tsugikuni Yoriichi)
أداء صوتي: كازوهيكو إينوي
يوريتشي تسوجيكوني هو إحدى شخصيات ثانوية في مانغا قاتل الشيطان ظهر لأول مرة في الفصل رقم تسعة وتسعون من مانغا ويبلغ يوريتشي من عمره ما يقارب أربعة وعشرون عاماً وهو من أحد الأعضاء فيلق قاتل الشياطين ويملك يوريتشي تنفس الشمس ولديه أيضاً عائلة مكونة من زوجة وطفل.

### شخصيات أخرى
سابورو (باليابانية: 三郎، بالروماجي: Saburō)
أداء صوتي: ماساكي تيراسوما
تويو (باليابانية: 豊، بالروماجي: Toyo)
أداء صوتي: ميتسوؤو إيواتا
تيروكو (باليابانية: 照子، بالروماجي: Teruko)
أداء صوتي: ميهو أوكاساكي
شويتشي (باليابانية: 正一، بالروماجي: Shōichi)
أداء صوتي: ميتسوهيرو إيتشيكي
كيوتشي (باليابانية: 清، بالروماجي: Kiyoshi)
أداء صوتي: شونيتشي توكي

هيسا (باليابانية: ひさ، بالروماجي: Hisa)
أداء صوتي: إيكوكو تاني (اليابانية)،  (العربية)
فوكو (باليابانية: ふく، بالروماجي: Fuku)
أداء صوتي: إينوري ميناسي
تومي (باليابانية: トミ، بالروماجي: Tomi)
أداء صوتي: كيكوكو إينوي

## الجوائز والترشيحات
| قائمة الجوائز والترشيحات | قائمة الجوائز والترشيحات | قائمة الجوائز والترشيحات             | قائمة الجوائز والترشيحات | قائمة الجوائز والترشيحات | قائمة الجوائز والترشيحات |
| السنة                    | الجائزة                  | الفئة                                | المستلم                  | النتيجة                  | م.                       |
| ------------------------ | ------------------------ | ------------------------------------ | ------------------------ | ------------------------ | ------------------------ |
| 2024                     | جوائز كرانشي رول للأنمي  | أنمي العام 2024                      | قاتل الشياطين            | رُشِّح                      | [ 23 ]                   |
| 2024                     | جوائز كرانشي رول للأنمي  | أفضل سلسلة مستمرة                    | قاتل الشياطين            | رُشِّح                      | [ 23 ]                   |
| 2024                     | جوائز كرانشي رول للأنمي  | أفضل تحريك                           | قاتل الشياطين            | فوز                      | [ 23 ]                   |
| 2024                     | جوائز كرانشي رول للأنمي  | أفضل تصميم شخصيات                    | قاتل الشياطين            | رُشِّح                      | [ 23 ]                   |
| 2024                     | جوائز كرانشي رول للأنمي  | أفضل تصوير سينمائي                   | قاتل الشياطين            | رُشِّح                      | [ 23 ]                   |
| 2024                     | جوائز كرانشي رول للأنمي  | أفضل إخراج فني                       | قاتل الشياطين            | فوز                      | [ 23 ]                   |
| 2024                     | جوائز كرانشي رول للأنمي  | أفضل أنمي أكشن                       | قاتل الشياطين            | رُشِّح                      | [ 23 ]                   |
| 2024                     | جوائز كرانشي رول للأنمي  | أفضل أنمي خيالي                      | قاتل الشياطين            | فوز                      | [ 23 ]                   |
| 2024                     | جوائز كرانشي رول للأنمي  | أفضل موسيقى تصويرية أصلية            | قاتل الشياطين            | رُشِّح                      | [ 23 ]                   |
| 2024                     | جوائز كرانشي رول للأنمي  | أفضل شارة نهاية                      | قاتل الشياطين            | رُشِّح                      | [ 23 ]                   |
| 2025                     | جوائز كرانشي رول للأنمي  | أفضل سلسلة أنمي مستمرة               | قاتل الشياطين            | فوز                      | [ 24 ]                   |
| 2025                     | جوائز كرانشي رول للأنمي  | أفضل تحريك                           | قاتل الشياطين            | فوز                      | [ 24 ]                   |
| 2025                     | جوائز كرانشي رول للأنمي  | أفضل تصميم شخصيات                    | قاتل الشياطين            | رُشِّح                      | [ 24 ]                   |
| 2025                     | جوائز كرانشي رول للأنمي  | أفضل مخرج                            | هاروؤو سوتوزاكي          | رُشِّح                      | [ 24 ]                   |
| 2025                     | جوائز كرانشي رول للأنمي  | أفضل فنون خلفية                      | قاتل الشياطين            | رُشِّح                      | [ 24 ]                   |
| 2025                     | جوائز كرانشي رول للأنمي  | أفضل أنمي آكشن                       | قاتل الشياطين            | رُشِّح                      | [ 24 ]                   |
| 2025                     | جوائز كرانشي رول للأنمي  | أفضل موسيقى تصويرية                  | قاتل الشياطين            | رُشِّح                      | [ 24 ]                   |
| 2025                     | جوائز كرانشي رول للأنمي  | أفضل اداء صوتي - اللاتينية الأسبانية | لويس ليوناردو سواريز     | رُشِّح                      | [ 24 ]                   |

## وصلات خارجية
- الموقع الرسمي (باليابانية)
- موقع المانغا الرسمي (باليابانية)
- موقع المانغا الرسمي بالإنجليزية (بالإنجليزية)
- موقع الأنمي الرسمي بالإنجليزية (بالإنجليزية)
- قاتل الشياطين على موقع ANN manga (الإنجليزية)